# Justin Andrei
Justin Andrei, pe numele său complet Justin Vasile Andrei (n. 1 ianuarie 1934, Piatra Neamț – d. 1 aprilie 2018, București) a fost un inginer geolog și geofizician român.

## Studii
A absolvit Institutul de Mine București, Facultatea de Geologie, Secția de Geofizică, după studii în perioada 1951-1956, devenind inginer geofizician. 
Din 1968 a devenit doctorand la Institutul de Petrol, Gaze și Geologie, cu o teză cu titlul Studiul petrofizic și geofizic al mineralizațiilor „porphyry copper" din Munții Metaliferi. A renunțat la elaborarea și susținerea tezei de doctorat, deoarece în perioada 1983-1984 a fost atenționat în repetate rânduri că, din motive legate de originea sa socială și de antecedentele politice ale tatălui său, Prof. dr. Victor Andrei, nu este momentul să solicite susținerea tezei de doctorat.

## Activitatea științifică
Ing. Justin Andrei, în colaborare cu Toma Petre Ghițulescu, s-a implicat activ în rezolvarea unor importante probleme geologice.
A descoperit o serie de zăcăminte, cum ar fi: în 1957, zăcământul de dioxid de carbon de la Nădăștia de Sus (județul Hunedoara); în 1961 – 1962, zăcămintele de țiței Cerdacu și Cireșoaia de pe valea Slănicu Moldovei, primele descoperiri de acest fel de pe valea respectivă; în perioada 1973 – 1983, zăcămintele diseminate de cupru – aur la Remetea – Rovina, Colnic, Bolcana – Troița, Valea Morii Nouă, Muncăceasca Vest, Trâmpoiele – valea Pâraieleor, Voia – Măcriș etc. Câteva descoperiri le-a făcut și în colaborare cu alți specialiști, cum ar fi mineralizația plumbo – zinciferă Măgura Țebii (1974); mineralizația cu molibden de pe valea Marianda -Moldova Nouă (1971); mai multe masive de sare din Vrancea, dintre care cel de la nord de Rotilești – valea Șușiței conține rezerve uriașe de sare pură (1972).
În perioada 1962 – 1970 a demonstrat existența unor structuri subvulcanice neogene necunoscute în sectoarele dealul Boteș – valea Izbicioara, Bucium Rodu și Bucium Poieni, de care se leagă o seamă de mineralizații filoniene auro – argentifere și polimetalice (Cu, Pb, Zn). În aceeași perioadă a evidențiat prezența în bazinul Roșia Montană a unor corpuri subvulcanice dacitice necunoscute, asemănătoare cu cele din dealurile Cetate și Cârnic.
În 1972 a contribuit decisiv la delimitarea, cu ajutorul unor date geofizice, a corpului subvulcanic de la Roșia Poieni, cel mai mare zăcământ diseminat de cupru și aur din România.
În 1999, după o activitate rodnică de 43 de ani, ing. Justin Andrei, cercetător științific gradul I, s-a pensionat de pe funcția de director științific al Institutului Geologic al României, funcție pe care a îndeplinit-o în perioada 01.01.1990-15.06.1999.

## Activitatea de protecție a mediului
În 1933, societatea minieră „Concordia” a organizat o „masă rotundă”, la Roșia Montană, pentru a se analiza oportunitatea exploatării în carieră a zăcământului aurifer Cetate. Opiniile au fost împărțite. Cu această ocazie, Andrei a declarat că: „România, ca țară care-și periclitează o regiune pentru un pumn de dolari, ar da un semnal de slăbiciune”. După ce și Toma Petre Ghițulescu a declarat următoarele: „de câteva decenii, drepturile românilor asupra Transilvaniei au fost puse la îndoială de către cercurile iredentiste. Să nu distrugem cu mâna noastră cele mai obiective dovezi asupra acestor drepturi sfinte”, cercul de specialiști a respins, în unanimitate, proiectul distrugerii vestigiilor romane din dealul Cetate (unde de află și Situl arheologic Alburnus Maior -Roșia Montană, declarat în prezent Monument istoric, înscris în Lista monumentelor istorice din județul Alba cu cod LMI: AB-I-s-A-00065, constituit din Așezarea romană de la Alburnus Maior, Zona Orlea; Exploatarea minieră romană de la Alburnus Maior, Masivul Orlea; Vestigiile romane de la Alburnus Maior, zona Carpeni; Vestigiile romane de la Alburnus Maior, zona Carpeni; Galeria "Cătălina Monulești" din zona protejată a centrului istoric al localității).
După pensionare, Justin Andrei și-a canalizat eforturile luptei împotriva companiei Roșia Montană Gold Corporation care avea intenția de a exploata aurul folosind metoda cianurării, deoarece terenul pe care se va construi iazul de decantare de la Roșia Montană, în dreptul Văii Corna, este format din roci care nu sunt sedimentate suficient. Iazul ce urmează să fie construit în Valea Corna, care în final trebuie să atingă o înălțime de 185 de metri și în care se vor acumula reziduuriile provenite din măcinarea și tratarea cu soluție concentrată de cianură, este un pericol din punct de vedere geologic, deoarece barajul respectiv va fi construit doar în partea sa inferioară, adică aproximativ 100 de metri, din roci lipsite de sulfuri de fier, în rest, se va folosi ca material de construcție o parte din rocile sterile rezultate din edificarea carierelor. Aceste roci au un conținut de pirită de 1-3%, ceea ce face ca în contact cu apa să ia naștere acidul sulfuric, care va polua pentru totdeauna pârâul Corna și pârâul Abrud care traversează orașul Abrud. În plus, pe partea stângă apar formațiuni din gresii poroase cu o frecvență de 80-90%, care accentuează infiltrația în subsol a soluțiilor puternic nocive, fapt ce va determina contaminarea apelor freatice și de adâncime din mai multe sate precum Muntar, Rodu, Bucium-Sat, Cerbu și a orașului Abrud.

## Distincții științifice
- Premiul Academiei R.S.R. Gheorghe Murgoci, pe 1975, pentru lucrarea „Studiul mineralizațiilor „ porphyry copper" Roșia Poieni și Bucium-Tarnița, cu ajutorul modelării 3D a surselor potențiale", la propunerea Prof. dr. doc. Liviu Constantinescu, membru corespondnt al Academiei R.S.R.
- Premiul Academiei R.S.R. Gheorghe Murgoci, pe 1989, pentru lucrarea „Studiul geofizic al provinciei banatitice din România" unui colectiv condus de Justin Andrei, la propunerea academicianului Sabba Ștefănescu.
- Certificatul SEG pentru contribuții remarcabile la prospectarea geofizică în România, în 2000, cu ocazia Simpozionului anual al SEG,de la București.